# Jason Wingreen
Jason Wingreen, född 9 oktober 1920 i Brooklyn, New York, död 25 december 2015 i Los Angeles, Kalifornien, var en amerikansk skådespelare. Han var sedan tidiga 1960-talet en röstande medlem i Amerikanska filmakademien. Han var mest känd för sin roll som Harry Snowden i situationskomedi-serien All in the Family. Han gjorde även rösten till Boba Fett i Rymdimperiet slår tillbaka, men ersattes av Temuera Morrison i nyutgåvan från 2004.